# Jeanneliensia
Jeanneliensia is een geslacht van halfvleugeligen uit de familie schuimcicaden (Cercopidae). De wetenschappelijke naam van dit geslacht is voor het eerst geldig gepubliceerd in 1920 door Lallemand.

## Soorten
Het geslacht Jeanneliensia omvat de volgende soorten:
- Jeanneliensia fuscipennis Synave, 1956
- Jeanneliensia lujai Lallemand, 1949
- Jeanneliensia sublimpida Lallemand, 1920